# Metalopha liturata
Metalopha liturata là một loài bướm đêm thuộc họ Noctuidae. Loài này phân bố ởbut local năm Cận Đông và Trung Đông từ vùng Levant tới miền tây Himalaya (Thổ Nhĩ Kỳ, Iran, Turkmenistan, Afghanistan, Iraq, Syria, Jordan và Israel).
Con trưởng thành bay từ tháng 3 đến tháng 5. Có một lứa một năm.